# Quentin Earl Darrington
Quentin Earl Darrington (Chicago, 9 luglio 1978) è un attore e cantante statunitense.

## Biografia
Noto soprattutto come interprete di musical, Darrington ha fatto il suo debutto a Broadway nel 2009 con il musical Ragtime, in cui interpretava il co-protagonista Coalhouse Walker Jr. Darrington aveva già ricoperto la parte in un allestimento del musical alla Paper Mill Playhouse del New Jersey nel 2005, mentre nel 2007 aveva recitato nella tournée statunitense del musical The Color Purple. Dopo aver recitato in produzioni regionali di Ragtime (2010) e Show Boat (2011), nel 2011 attraversò gli Stati Uniti con la tournée del musical di Broadway Memphis, mentre nel 2014 fu Kerchak in un adattamento musicale di Tarzan in scena a Saint Louis. Successivamente è tornato a recitare a Broadway nei musical Cats (2016), Once on This Island (2018) e MJ (2021).

## Filmografia parziale

### Televisione
- Madam Secretary – serie TV, 2 episodi (2017-2018)
- Elementary – serie TV, episodio 7x04 (2019)
- The Code – serie TV, 2 episodi (2019)
- The Good Fight – serie TV, 1 episodio (2020)
- NCIS: New Orleans – serie TV, episodio 7x14 (2021)
- Blue Bloods – serie TV, episodio 13x11 (2023)

## Doppiatori italiani
Nelle versioni in italiano delle opere in cui ha recitato, Quentin Earl Darrington è stato doppiato da:
- Davide Marzi in Elementary
- Francesco De Francesco in NCIS: New Orleans[3]
- Roberto Gammino in Blue Bloods